# Ademar
Ademar, Adalmer, Adalmar – męskie imię germańskie, notowane w Polsce od średniowiecza w formie Ademarus (1318). Pierwszy człon imienia, Adal– w różnych odmiankach oznacza „szlachetny ród”, „ród szlachecki, stan szlachecki”, natomiast -mar, pochodzi od stwniem. māri //-meraz — „sławny”. Staropolskie zdrobnienia od imion z pierwszym członem Adal- to: Alesz, Alis, Alsz, Alszyk, Halsz, Oberek, Oberko, Apecko, Opac(z), Opac(z)ek, Opac(z)ko, Opecko, Owruta. 
Ademar imieniny obchodzi:
- 24 marca, jako wspomnienie św. Aldemara (Adalmara), biskupa Kapui[3];
- 11 września, jako wspomnienie św. Adelmara (Almara) z Le Mans[4].

## Znane osoby noszące imię Ademar
- Ademar z Chabannes (ok. 988—1034) – francuski mnich i dziejopis
- Ademar z Monteil – biskup Le Puy, legat papieski przy I wyprawie krzyżowej
- Ademar Bianchini Carvalho (1940—2005) – piłkarz brazylijski
- Ademir da Costa – brazylijski karateka stylu kyokushin
- Ademir da Guia – brazylijski piłkarz, środkowy pomocnik
- Ademir Kenović – bośniacki reżyser, scenarzysta i producent filmowy
- Ademir Marques de Menezes – piłkarz brazylijski